# 고리 (희극 배우)
고리(일본어: ゴリ, 1972년 5월 22일 ~ )는 일본의 희극 배우, 배우, 영화감독이며, 개그 콤비 개러지 세일의 보케 담당이다. 본명, 테루야 토시유키(照屋 年之).
오키나와현 나하시 출신. 요시모토 흥업 소속. 오키나와 현립 슈리 고등학교 졸업, 니혼 대학 예술학부 영화학과 중퇴. 신장 173 cm, 체중 73 kg. 왼손잡이.